# Министерство внутренних дел и здравоохранения Дании
Министерство внутренних дел и здравоохранения (дат. Indenrigs- og Sundhedsministeriet) является датским министерством, созданным 24 ноября 1848 года, после того, как Дания стала конституционной монархией. На протяжении большей части своего существования оно было известно как министерство внутренних дел. После выборов 2007 года министерство было расформировано, а его сфера ответственности была разделена между двумя недавно созданными министерствами, Министерством благосостояния и Министерством здравоохранения и профилактики. С февраля 2010 по октябрь 2011 года, министерство было воссоздано.
Среди связанных со здоровьем обязанностей министерства: планирование, координация и научно-исследовательское упорядочение датской Национальной службы здравоохранения, датского Национального госпиталя, Датского института национального здравоохранения и социального обеспечения, а также Сектора утверждения лекарственных средств и аптек. Профилактика и укрепление здоровья также являются частью компетенции Министерства, также и как Национального совета по здравоохранению и Института сывороток.